# Cáo đỏ
Cáo đỏ (Vulpes vulpes) là loài lớn nhất trong chi Cáo, và là một trong những thành viên phân bố rộng rãi nhất của Bộ Ăn thịt, có mặt trên toàn bộ Bắc Bán cầu bao gồm hầu hết Bắc Mỹ, Châu Âu và Châu Á cộng với một phần của Bắc Phi. Phạm vi sinh sống của chúng tăng lên song song với sự mở rộng của con người, khi được du nhập vào Úc, nơi chúng bị xem là một loài gây hại cho các động vật có vú và các loài chim bản địa. Chúng được đánh giá là ít quan tâm bởi IUCN.
Cáo đỏ có nguồn gốc từ tổ tiên có kích thước nhỏ hơn từ lục địa Á-Âu trong thời kỳ Trung Villafranchia, và sống ở Bắc Mỹ ngay sau tiểu bang Wisconsin. Trong số các loài cáo thực sự, cáo đỏ đại diện cho hình thức tiến bộ hơn theo hướng ăn thịt. Ngoài kích thước lớn của loài này, cáo đỏ còn được phân biệt với các loài cáo khác bởi khả năng thích ứng nhanh chóng với môi trường mới. Mặc dù có tên là cáo đỏ, loài này thường có các cá thể với màu sắc khác, bao gồm bạch tạng và hắc tố. Bốn mươi lăm phân loài hiện đang được công nhận, chia làm hai nhóm chính: cáo lớn phía Bắc, và, cáo miền Nam nhỏ hơn ở châu Á và Trung Đông.
Cáo thường sống cùng nhau theo cặp hoặc nhóm nhỏ bao gồm các gia đình, chẳng hạn như một cặp cáo bố mẹ và các con của chúng, hay một cáo đực với một số cáo cái có quan hệ họ hàng. Các cáo con ở lại với bố mẹ của chúng để được huấn luyện kỹ năng săn mồi. Cáo đỏ chủ yếu ăn các loài gặm nhấm nhỏ, mặc dù chúng cũng có thể bắt thỏ, gà, loài bò sát, động vật không xương sống, và động vật móng guốc nhỏ. Đôi khi chúng cũng ăn trái cây và các loại rau. Mặc dù cáo đỏ có xu hướng giết những loài săn mồi nhỏ hơn, bao gồm các loài cáo khác, nó là loài dễ bị tổn thương trước các loài săn mồi khác như sói xám, sói đồng cỏ, chó rừng lông vàng, và các loài họ mèo cỡ vừa và lớn.
Loài cáo đỏ loài có một lịch sử lâu dài gắn với con người, bị con người săn bắt nhiều để diệt trừ do gây hại đối với vật nuôi và để lấy lông trong nhiều thế kỷ, cũng như được thể hiện trong văn hóa dân gian của con người và trong thần thoại.

## Phân loại
Cáo đỏ được cho là dạng cáo chuyên biệt hóa hơn cáo Blanford, cáo thảo nguyên và cáo Bengal về kích thước và thích ứng với việc ăn thịt. Tuy nhiên, nó không thích nghi cho chế độ ăn toàn thịt như cáo Tây Tạng.
|  | Cáo Bắc Cực |
|  |             |
|  | Cáo Kit     |
|  |             |

|  | Cáo thảo nguyên                                                     |
|  |                                                                     |
|  | \| \| Cáo Rüppell \| \| \| \| \| \| Cáo đỏ[14](Fig. 10) \| \| \| \| |
|  |                                                                     |
|  | Cáo Rüppell                                                         |
|  |                                                                     |
|  | Cáo đỏ(Fig. 10)                                                     |
|  |                                                                     |

|  | Cáo Rüppell     |
|  |                 |
|  | Cáo đỏ(Fig. 10) |
|  |                 |

|  | Cáo Bắc Cực |
|  |             |
|  | Cáo Kit     |
|  |             |

|  | Cáo thảo nguyên                                                     |
|  |                                                                     |
|  | \| \| Cáo Rüppell \| \| \| \| \| \| Cáo đỏ[14](Fig. 10) \| \| \| \| |
|  |                                                                     |
|  | Cáo Rüppell                                                         |
|  |                                                                     |
|  | Cáo đỏ(Fig. 10)                                                     |
|  |                                                                     |

|  | Cáo Rüppell     |
|  |                 |
|  | Cáo đỏ(Fig. 10) |
|  |                 |

|  | Cáo Bắc Cực |
|  |             |
|  | Cáo Kit     |
|  |             |

|  | Cáo thảo nguyên                                                     |
|  |                                                                     |
|  | \| \| Cáo Rüppell \| \| \| \| \| \| Cáo đỏ[14](Fig. 10) \| \| \| \| |
|  |                                                                     |
|  | Cáo Rüppell                                                         |
|  |                                                                     |
|  | Cáo đỏ(Fig. 10)                                                     |
|  |                                                                     |

|  | Cáo Rüppell     |
|  |                 |
|  | Cáo đỏ(Fig. 10) |
|  |                 |

|  | Cáo Bắc Cực |
|  |             |
|  | Cáo Kit     |
|  |             |

|  | Cáo thảo nguyên                                                     |
|  |                                                                     |
|  | \| \| Cáo Rüppell \| \| \| \| \| \| Cáo đỏ[14](Fig. 10) \| \| \| \| |
|  |                                                                     |
|  | Cáo Rüppell                                                         |
|  |                                                                     |
|  | Cáo đỏ(Fig. 10)                                                     |
|  |                                                                     |

|  | Cáo Rüppell     |
|  |                 |
|  | Cáo đỏ(Fig. 10) |
|  |                 |

|  | Cáo Blanford        |
|  |                     |
|  | Cáo tai to châu Phi |
|  |                     |

|  | Cáo Bắc Cực |
|  |             |
|  | Cáo Kit     |
|  |             |

|  | Cáo thảo nguyên                                                     |
|  |                                                                     |
|  | \| \| Cáo Rüppell \| \| \| \| \| \| Cáo đỏ[14](Fig. 10) \| \| \| \| |
|  |                                                                     |
|  | Cáo Rüppell                                                         |
|  |                                                                     |
|  | Cáo đỏ(Fig. 10)                                                     |
|  |                                                                     |

|  | Cáo Rüppell     |
|  |                 |
|  | Cáo đỏ(Fig. 10) |
|  |                 |

|  | Cáo Bắc Cực |
|  |             |
|  | Cáo Kit     |
|  |             |

|  | Cáo thảo nguyên                                                     |
|  |                                                                     |
|  | \| \| Cáo Rüppell \| \| \| \| \| \| Cáo đỏ[14](Fig. 10) \| \| \| \| |
|  |                                                                     |
|  | Cáo Rüppell                                                         |
|  |                                                                     |
|  | Cáo đỏ(Fig. 10)                                                     |
|  |                                                                     |

|  | Cáo Rüppell     |
|  |                 |
|  | Cáo đỏ(Fig. 10) |
|  |                 |

|  | Cáo Bắc Cực |
|  |             |
|  | Cáo Kit     |
|  |             |

|  | Cáo thảo nguyên                                                     |
|  |                                                                     |
|  | \| \| Cáo Rüppell \| \| \| \| \| \| Cáo đỏ[14](Fig. 10) \| \| \| \| |
|  |                                                                     |
|  | Cáo Rüppell                                                         |
|  |                                                                     |
|  | Cáo đỏ(Fig. 10)                                                     |
|  |                                                                     |

|  | Cáo Rüppell     |
|  |                 |
|  | Cáo đỏ(Fig. 10) |
|  |                 |

|  | Cáo Bắc Cực |
|  |             |
|  | Cáo Kit     |
|  |             |

|  | Cáo thảo nguyên                                                     |
|  |                                                                     |
|  | \| \| Cáo Rüppell \| \| \| \| \| \| Cáo đỏ[14](Fig. 10) \| \| \| \| |
|  |                                                                     |
|  | Cáo Rüppell                                                         |
|  |                                                                     |
|  | Cáo đỏ(Fig. 10)                                                     |
|  |                                                                     |

|  | Cáo Rüppell     |
|  |                 |
|  | Cáo đỏ(Fig. 10) |
|  |                 |

|  | Cáo Blanford        |
|  |                     |
|  | Cáo tai to châu Phi |
|  |                     |

|  | Cáo Bắc Cực |
|  |             |
|  | Cáo Kit     |
|  |             |

|  | Cáo thảo nguyên                                                     |
|  |                                                                     |
|  | \| \| Cáo Rüppell \| \| \| \| \| \| Cáo đỏ[14](Fig. 10) \| \| \| \| |
|  |                                                                     |
|  | Cáo Rüppell                                                         |
|  |                                                                     |
|  | Cáo đỏ(Fig. 10)                                                     |
|  |                                                                     |

|  | Cáo Rüppell     |
|  |                 |
|  | Cáo đỏ(Fig. 10) |
|  |                 |

|  | Cáo Bắc Cực |
|  |             |
|  | Cáo Kit     |
|  |             |

|  | Cáo thảo nguyên                                                     |
|  |                                                                     |
|  | \| \| Cáo Rüppell \| \| \| \| \| \| Cáo đỏ[14](Fig. 10) \| \| \| \| |
|  |                                                                     |
|  | Cáo Rüppell                                                         |
|  |                                                                     |
|  | Cáo đỏ(Fig. 10)                                                     |
|  |                                                                     |

|  | Cáo Rüppell     |
|  |                 |
|  | Cáo đỏ(Fig. 10) |
|  |                 |

|  | Cáo Bắc Cực |
|  |             |
|  | Cáo Kit     |
|  |             |

|  | Cáo thảo nguyên                                                     |
|  |                                                                     |
|  | \| \| Cáo Rüppell \| \| \| \| \| \| Cáo đỏ[14](Fig. 10) \| \| \| \| |
|  |                                                                     |
|  | Cáo Rüppell                                                         |
|  |                                                                     |
|  | Cáo đỏ(Fig. 10)                                                     |
|  |                                                                     |

|  | Cáo Rüppell     |
|  |                 |
|  | Cáo đỏ(Fig. 10) |
|  |                 |

|  | Cáo Bắc Cực |
|  |             |
|  | Cáo Kit     |
|  |             |

|  | Cáo thảo nguyên                                                     |
|  |                                                                     |
|  | \| \| Cáo Rüppell \| \| \| \| \| \| Cáo đỏ[14](Fig. 10) \| \| \| \| |
|  |                                                                     |
|  | Cáo Rüppell                                                         |
|  |                                                                     |
|  | Cáo đỏ(Fig. 10)                                                     |
|  |                                                                     |

|  | Cáo Rüppell     |
|  |                 |
|  | Cáo đỏ(Fig. 10) |
|  |                 |

|  | Cáo Blanford        |
|  |                     |
|  | Cáo tai to châu Phi |
|  |                     |

|  | Cáo Bắc Cực |
|  |             |
|  | Cáo Kit     |
|  |             |

|  | Cáo thảo nguyên                                                     |
|  |                                                                     |
|  | \| \| Cáo Rüppell \| \| \| \| \| \| Cáo đỏ[14](Fig. 10) \| \| \| \| |
|  |                                                                     |
|  | Cáo Rüppell                                                         |
|  |                                                                     |
|  | Cáo đỏ(Fig. 10)                                                     |
|  |                                                                     |

|  | Cáo Rüppell     |
|  |                 |
|  | Cáo đỏ(Fig. 10) |
|  |                 |

|  | Cáo Bắc Cực |
|  |             |
|  | Cáo Kit     |
|  |             |

|  | Cáo thảo nguyên                                                     |
|  |                                                                     |
|  | \| \| Cáo Rüppell \| \| \| \| \| \| Cáo đỏ[14](Fig. 10) \| \| \| \| |
|  |                                                                     |
|  | Cáo Rüppell                                                         |
|  |                                                                     |
|  | Cáo đỏ(Fig. 10)                                                     |
|  |                                                                     |

|  | Cáo Rüppell     |
|  |                 |
|  | Cáo đỏ(Fig. 10) |
|  |                 |

|  | Cáo Bắc Cực |
|  |             |
|  | Cáo Kit     |
|  |             |

|  | Cáo thảo nguyên                                                     |
|  |                                                                     |
|  | \| \| Cáo Rüppell \| \| \| \| \| \| Cáo đỏ[14](Fig. 10) \| \| \| \| |
|  |                                                                     |
|  | Cáo Rüppell                                                         |
|  |                                                                     |
|  | Cáo đỏ(Fig. 10)                                                     |
|  |                                                                     |

|  | Cáo Rüppell     |
|  |                 |
|  | Cáo đỏ(Fig. 10) |
|  |                 |

|  | Cáo Bắc Cực |
|  |             |
|  | Cáo Kit     |
|  |             |

|  | Cáo thảo nguyên                                                     |
|  |                                                                     |
|  | \| \| Cáo Rüppell \| \| \| \| \| \| Cáo đỏ[14](Fig. 10) \| \| \| \| |
|  |                                                                     |
|  | Cáo Rüppell                                                         |
|  |                                                                     |
|  | Cáo đỏ(Fig. 10)                                                     |
|  |                                                                     |

|  | Cáo Rüppell     |
|  |                 |
|  | Cáo đỏ(Fig. 10) |
|  |                 |

|  | Cáo Blanford        |
|  |                     |
|  | Cáo tai to châu Phi |
|  |                     |

|  | Cáo tai dơi |
|  |             |

|  | Cáo Bắc Cực |
|  |             |
|  | Cáo Kit     |
|  |             |

|  | Cáo thảo nguyên                                                     |
|  |                                                                     |
|  | \| \| Cáo Rüppell \| \| \| \| \| \| Cáo đỏ[14](Fig. 10) \| \| \| \| |
|  |                                                                     |
|  | Cáo Rüppell                                                         |
|  |                                                                     |
|  | Cáo đỏ(Fig. 10)                                                     |
|  |                                                                     |

|  | Cáo Rüppell     |
|  |                 |
|  | Cáo đỏ(Fig. 10) |
|  |                 |

|  | Cáo Bắc Cực |
|  |             |
|  | Cáo Kit     |
|  |             |

|  | Cáo thảo nguyên                                                     |
|  |                                                                     |
|  | \| \| Cáo Rüppell \| \| \| \| \| \| Cáo đỏ[14](Fig. 10) \| \| \| \| |
|  |                                                                     |
|  | Cáo Rüppell                                                         |
|  |                                                                     |
|  | Cáo đỏ(Fig. 10)                                                     |
|  |                                                                     |

|  | Cáo Rüppell     |
|  |                 |
|  | Cáo đỏ(Fig. 10) |
|  |                 |

|  | Cáo Bắc Cực |
|  |             |
|  | Cáo Kit     |
|  |             |

|  | Cáo thảo nguyên                                                     |
|  |                                                                     |
|  | \| \| Cáo Rüppell \| \| \| \| \| \| Cáo đỏ[14](Fig. 10) \| \| \| \| |
|  |                                                                     |
|  | Cáo Rüppell                                                         |
|  |                                                                     |
|  | Cáo đỏ(Fig. 10)                                                     |
|  |                                                                     |

|  | Cáo Rüppell     |
|  |                 |
|  | Cáo đỏ(Fig. 10) |
|  |                 |

|  | Cáo Bắc Cực |
|  |             |
|  | Cáo Kit     |
|  |             |

|  | Cáo thảo nguyên                                                     |
|  |                                                                     |
|  | \| \| Cáo Rüppell \| \| \| \| \| \| Cáo đỏ[14](Fig. 10) \| \| \| \| |
|  |                                                                     |
|  | Cáo Rüppell                                                         |
|  |                                                                     |
|  | Cáo đỏ(Fig. 10)                                                     |
|  |                                                                     |

|  | Cáo Rüppell     |
|  |                 |
|  | Cáo đỏ(Fig. 10) |
|  |                 |

|  | Cáo Blanford        |
|  |                     |
|  | Cáo tai to châu Phi |
|  |                     |

|  | Cáo Bắc Cực |
|  |             |
|  | Cáo Kit     |
|  |             |

|  | Cáo thảo nguyên                                                     |
|  |                                                                     |
|  | \| \| Cáo Rüppell \| \| \| \| \| \| Cáo đỏ[14](Fig. 10) \| \| \| \| |
|  |                                                                     |
|  | Cáo Rüppell                                                         |
|  |                                                                     |
|  | Cáo đỏ(Fig. 10)                                                     |
|  |                                                                     |

|  | Cáo Rüppell     |
|  |                 |
|  | Cáo đỏ(Fig. 10) |
|  |                 |

|  | Cáo Bắc Cực |
|  |             |
|  | Cáo Kit     |
|  |             |

|  | Cáo thảo nguyên                                                     |
|  |                                                                     |
|  | \| \| Cáo Rüppell \| \| \| \| \| \| Cáo đỏ[14](Fig. 10) \| \| \| \| |
|  |                                                                     |
|  | Cáo Rüppell                                                         |
|  |                                                                     |
|  | Cáo đỏ(Fig. 10)                                                     |
|  |                                                                     |

|  | Cáo Rüppell     |
|  |                 |
|  | Cáo đỏ(Fig. 10) |
|  |                 |

|  | Cáo Bắc Cực |
|  |             |
|  | Cáo Kit     |
|  |             |

|  | Cáo thảo nguyên                                                     |
|  |                                                                     |
|  | \| \| Cáo Rüppell \| \| \| \| \| \| Cáo đỏ[14](Fig. 10) \| \| \| \| |
|  |                                                                     |
|  | Cáo Rüppell                                                         |
|  |                                                                     |
|  | Cáo đỏ(Fig. 10)                                                     |
|  |                                                                     |

|  | Cáo Rüppell     |
|  |                 |
|  | Cáo đỏ(Fig. 10) |
|  |                 |

|  | Cáo Bắc Cực |
|  |             |
|  | Cáo Kit     |
|  |             |

|  | Cáo thảo nguyên                                                     |
|  |                                                                     |
|  | \| \| Cáo Rüppell \| \| \| \| \| \| Cáo đỏ[14](Fig. 10) \| \| \| \| |
|  |                                                                     |
|  | Cáo Rüppell                                                         |
|  |                                                                     |
|  | Cáo đỏ(Fig. 10)                                                     |
|  |                                                                     |

|  | Cáo Rüppell     |
|  |                 |
|  | Cáo đỏ(Fig. 10) |
|  |                 |

|  | Cáo Blanford        |
|  |                     |
|  | Cáo tai to châu Phi |
|  |                     |

|  | Cáo Bắc Cực |
|  |             |
|  | Cáo Kit     |
|  |             |

|  | Cáo thảo nguyên                                                     |
|  |                                                                     |
|  | \| \| Cáo Rüppell \| \| \| \| \| \| Cáo đỏ[14](Fig. 10) \| \| \| \| |
|  |                                                                     |
|  | Cáo Rüppell                                                         |
|  |                                                                     |
|  | Cáo đỏ(Fig. 10)                                                     |
|  |                                                                     |

|  | Cáo Rüppell     |
|  |                 |
|  | Cáo đỏ(Fig. 10) |
|  |                 |

|  | Cáo Bắc Cực |
|  |             |
|  | Cáo Kit     |
|  |             |

|  | Cáo thảo nguyên                                                     |
|  |                                                                     |
|  | \| \| Cáo Rüppell \| \| \| \| \| \| Cáo đỏ[14](Fig. 10) \| \| \| \| |
|  |                                                                     |
|  | Cáo Rüppell                                                         |
|  |                                                                     |
|  | Cáo đỏ(Fig. 10)                                                     |
|  |                                                                     |

|  | Cáo Rüppell     |
|  |                 |
|  | Cáo đỏ(Fig. 10) |
|  |                 |

|  | Cáo Bắc Cực |
|  |             |
|  | Cáo Kit     |
|  |             |

|  | Cáo thảo nguyên                                                     |
|  |                                                                     |
|  | \| \| Cáo Rüppell \| \| \| \| \| \| Cáo đỏ[14](Fig. 10) \| \| \| \| |
|  |                                                                     |
|  | Cáo Rüppell                                                         |
|  |                                                                     |
|  | Cáo đỏ(Fig. 10)                                                     |
|  |                                                                     |

|  | Cáo Rüppell     |
|  |                 |
|  | Cáo đỏ(Fig. 10) |
|  |                 |

|  | Cáo Bắc Cực |
|  |             |
|  | Cáo Kit     |
|  |             |

|  | Cáo thảo nguyên                                                     |
|  |                                                                     |
|  | \| \| Cáo Rüppell \| \| \| \| \| \| Cáo đỏ[14](Fig. 10) \| \| \| \| |
|  |                                                                     |
|  | Cáo Rüppell                                                         |
|  |                                                                     |
|  | Cáo đỏ(Fig. 10)                                                     |
|  |                                                                     |

|  | Cáo Rüppell     |
|  |                 |
|  | Cáo đỏ(Fig. 10) |
|  |                 |

|  | Cáo Blanford        |
|  |                     |
|  | Cáo tai to châu Phi |
|  |                     |

|  | Cáo Bắc Cực |
|  |             |
|  | Cáo Kit     |
|  |             |

|  | Cáo thảo nguyên                                                     |
|  |                                                                     |
|  | \| \| Cáo Rüppell \| \| \| \| \| \| Cáo đỏ[14](Fig. 10) \| \| \| \| |
|  |                                                                     |
|  | Cáo Rüppell                                                         |
|  |                                                                     |
|  | Cáo đỏ(Fig. 10)                                                     |
|  |                                                                     |

|  | Cáo Rüppell     |
|  |                 |
|  | Cáo đỏ(Fig. 10) |
|  |                 |

|  | Cáo Bắc Cực |
|  |             |
|  | Cáo Kit     |
|  |             |

|  | Cáo thảo nguyên                                                     |
|  |                                                                     |
|  | \| \| Cáo Rüppell \| \| \| \| \| \| Cáo đỏ[14](Fig. 10) \| \| \| \| |
|  |                                                                     |
|  | Cáo Rüppell                                                         |
|  |                                                                     |
|  | Cáo đỏ(Fig. 10)                                                     |
|  |                                                                     |

|  | Cáo Rüppell     |
|  |                 |
|  | Cáo đỏ(Fig. 10) |
|  |                 |

|  | Cáo Bắc Cực |
|  |             |
|  | Cáo Kit     |
|  |             |

|  | Cáo thảo nguyên                                                     |
|  |                                                                     |
|  | \| \| Cáo Rüppell \| \| \| \| \| \| Cáo đỏ[14](Fig. 10) \| \| \| \| |
|  |                                                                     |
|  | Cáo Rüppell                                                         |
|  |                                                                     |
|  | Cáo đỏ(Fig. 10)                                                     |
|  |                                                                     |

|  | Cáo Rüppell     |
|  |                 |
|  | Cáo đỏ(Fig. 10) |
|  |                 |

|  | Cáo Bắc Cực |
|  |             |
|  | Cáo Kit     |
|  |             |

|  | Cáo thảo nguyên                                                     |
|  |                                                                     |
|  | \| \| Cáo Rüppell \| \| \| \| \| \| Cáo đỏ[14](Fig. 10) \| \| \| \| |
|  |                                                                     |
|  | Cáo Rüppell                                                         |
|  |                                                                     |
|  | Cáo đỏ(Fig. 10)                                                     |
|  |                                                                     |

|  | Cáo Rüppell     |
|  |                 |
|  | Cáo đỏ(Fig. 10) |
|  |                 |

|  | Cáo Blanford        |
|  |                     |
|  | Cáo tai to châu Phi |
|  |                     |

|  | Cáo tai dơi |
|  |             |

|  | Cáo Bắc Cực |
|  |             |
|  | Cáo Kit     |
|  |             |

|  | Cáo thảo nguyên                                                     |
|  |                                                                     |
|  | \| \| Cáo Rüppell \| \| \| \| \| \| Cáo đỏ[14](Fig. 10) \| \| \| \| |
|  |                                                                     |
|  | Cáo Rüppell                                                         |
|  |                                                                     |
|  | Cáo đỏ(Fig. 10)                                                     |
|  |                                                                     |

|  | Cáo Rüppell     |
|  |                 |
|  | Cáo đỏ(Fig. 10) |
|  |                 |

|  | Cáo Bắc Cực |
|  |             |
|  | Cáo Kit     |
|  |             |

|  | Cáo thảo nguyên                                                     |
|  |                                                                     |
|  | \| \| Cáo Rüppell \| \| \| \| \| \| Cáo đỏ[14](Fig. 10) \| \| \| \| |
|  |                                                                     |
|  | Cáo Rüppell                                                         |
|  |                                                                     |
|  | Cáo đỏ(Fig. 10)                                                     |
|  |                                                                     |

|  | Cáo Rüppell     |
|  |                 |
|  | Cáo đỏ(Fig. 10) |
|  |                 |

|  | Cáo Bắc Cực |
|  |             |
|  | Cáo Kit     |
|  |             |

|  | Cáo thảo nguyên                                                     |
|  |                                                                     |
|  | \| \| Cáo Rüppell \| \| \| \| \| \| Cáo đỏ[14](Fig. 10) \| \| \| \| |
|  |                                                                     |
|  | Cáo Rüppell                                                         |
|  |                                                                     |
|  | Cáo đỏ(Fig. 10)                                                     |
|  |                                                                     |

|  | Cáo Rüppell     |
|  |                 |
|  | Cáo đỏ(Fig. 10) |
|  |                 |

|  | Cáo Bắc Cực |
|  |             |
|  | Cáo Kit     |
|  |             |

|  | Cáo thảo nguyên                                                     |
|  |                                                                     |
|  | \| \| Cáo Rüppell \| \| \| \| \| \| Cáo đỏ[14](Fig. 10) \| \| \| \| |
|  |                                                                     |
|  | Cáo Rüppell                                                         |
|  |                                                                     |
|  | Cáo đỏ(Fig. 10)                                                     |
|  |                                                                     |

|  | Cáo Rüppell     |
|  |                 |
|  | Cáo đỏ(Fig. 10) |
|  |                 |

|  | Cáo Blanford        |
|  |                     |
|  | Cáo tai to châu Phi |
|  |                     |

|  | Cáo Bắc Cực |
|  |             |
|  | Cáo Kit     |
|  |             |

|  | Cáo thảo nguyên                                                     |
|  |                                                                     |
|  | \| \| Cáo Rüppell \| \| \| \| \| \| Cáo đỏ[14](Fig. 10) \| \| \| \| |
|  |                                                                     |
|  | Cáo Rüppell                                                         |
|  |                                                                     |
|  | Cáo đỏ(Fig. 10)                                                     |
|  |                                                                     |

|  | Cáo Rüppell     |
|  |                 |
|  | Cáo đỏ(Fig. 10) |
|  |                 |

|  | Cáo Bắc Cực |
|  |             |
|  | Cáo Kit     |
|  |             |

|  | Cáo thảo nguyên                                                     |
|  |                                                                     |
|  | \| \| Cáo Rüppell \| \| \| \| \| \| Cáo đỏ[14](Fig. 10) \| \| \| \| |
|  |                                                                     |
|  | Cáo Rüppell                                                         |
|  |                                                                     |
|  | Cáo đỏ(Fig. 10)                                                     |
|  |                                                                     |

|  | Cáo Rüppell     |
|  |                 |
|  | Cáo đỏ(Fig. 10) |
|  |                 |

|  | Cáo Bắc Cực |
|  |             |
|  | Cáo Kit     |
|  |             |

|  | Cáo thảo nguyên                                                     |
|  |                                                                     |
|  | \| \| Cáo Rüppell \| \| \| \| \| \| Cáo đỏ[14](Fig. 10) \| \| \| \| |
|  |                                                                     |
|  | Cáo Rüppell                                                         |
|  |                                                                     |
|  | Cáo đỏ(Fig. 10)                                                     |
|  |                                                                     |

|  | Cáo Rüppell     |
|  |                 |
|  | Cáo đỏ(Fig. 10) |
|  |                 |

|  | Cáo Bắc Cực |
|  |             |
|  | Cáo Kit     |
|  |             |

|  | Cáo thảo nguyên                                                     |
|  |                                                                     |
|  | \| \| Cáo Rüppell \| \| \| \| \| \| Cáo đỏ[14](Fig. 10) \| \| \| \| |
|  |                                                                     |
|  | Cáo Rüppell                                                         |
|  |                                                                     |
|  | Cáo đỏ(Fig. 10)                                                     |
|  |                                                                     |

|  | Cáo Rüppell     |
|  |                 |
|  | Cáo đỏ(Fig. 10) |
|  |                 |

|  | Cáo Blanford        |
|  |                     |
|  | Cáo tai to châu Phi |
|  |                     |

|  | Cáo Bắc Cực |
|  |             |
|  | Cáo Kit     |
|  |             |

|  | Cáo thảo nguyên                                                     |
|  |                                                                     |
|  | \| \| Cáo Rüppell \| \| \| \| \| \| Cáo đỏ[14](Fig. 10) \| \| \| \| |
|  |                                                                     |
|  | Cáo Rüppell                                                         |
|  |                                                                     |
|  | Cáo đỏ(Fig. 10)                                                     |
|  |                                                                     |

|  | Cáo Rüppell     |
|  |                 |
|  | Cáo đỏ(Fig. 10) |
|  |                 |

|  | Cáo Bắc Cực |
|  |             |
|  | Cáo Kit     |
|  |             |

|  | Cáo thảo nguyên                                                     |
|  |                                                                     |
|  | \| \| Cáo Rüppell \| \| \| \| \| \| Cáo đỏ[14](Fig. 10) \| \| \| \| |
|  |                                                                     |
|  | Cáo Rüppell                                                         |
|  |                                                                     |
|  | Cáo đỏ(Fig. 10)                                                     |
|  |                                                                     |

|  | Cáo Rüppell     |
|  |                 |
|  | Cáo đỏ(Fig. 10) |
|  |                 |

|  | Cáo Bắc Cực |
|  |             |
|  | Cáo Kit     |
|  |             |

|  | Cáo thảo nguyên                                                     |
|  |                                                                     |
|  | \| \| Cáo Rüppell \| \| \| \| \| \| Cáo đỏ[14](Fig. 10) \| \| \| \| |
|  |                                                                     |
|  | Cáo Rüppell                                                         |
|  |                                                                     |
|  | Cáo đỏ(Fig. 10)                                                     |
|  |                                                                     |

|  | Cáo Rüppell     |
|  |                 |
|  | Cáo đỏ(Fig. 10) |
|  |                 |

|  | Cáo Bắc Cực |
|  |             |
|  | Cáo Kit     |
|  |             |

|  | Cáo thảo nguyên                                                     |
|  |                                                                     |
|  | \| \| Cáo Rüppell \| \| \| \| \| \| Cáo đỏ[14](Fig. 10) \| \| \| \| |
|  |                                                                     |
|  | Cáo Rüppell                                                         |
|  |                                                                     |
|  | Cáo đỏ(Fig. 10)                                                     |
|  |                                                                     |

|  | Cáo Rüppell     |
|  |                 |
|  | Cáo đỏ(Fig. 10) |
|  |                 |

|  | Cáo Blanford        |
|  |                     |
|  | Cáo tai to châu Phi |
|  |                     |

|  | Cáo Bắc Cực |
|  |             |
|  | Cáo Kit     |
|  |             |

|  | Cáo thảo nguyên                                                     |
|  |                                                                     |
|  | \| \| Cáo Rüppell \| \| \| \| \| \| Cáo đỏ[14](Fig. 10) \| \| \| \| |
|  |                                                                     |
|  | Cáo Rüppell                                                         |
|  |                                                                     |
|  | Cáo đỏ(Fig. 10)                                                     |
|  |                                                                     |

|  | Cáo Rüppell     |
|  |                 |
|  | Cáo đỏ(Fig. 10) |
|  |                 |

|  | Cáo Bắc Cực |
|  |             |
|  | Cáo Kit     |
|  |             |

|  | Cáo thảo nguyên                                                     |
|  |                                                                     |
|  | \| \| Cáo Rüppell \| \| \| \| \| \| Cáo đỏ[14](Fig. 10) \| \| \| \| |
|  |                                                                     |
|  | Cáo Rüppell                                                         |
|  |                                                                     |
|  | Cáo đỏ(Fig. 10)                                                     |
|  |                                                                     |

|  | Cáo Rüppell     |
|  |                 |
|  | Cáo đỏ(Fig. 10) |
|  |                 |

|  | Cáo Bắc Cực |
|  |             |
|  | Cáo Kit     |
|  |             |

|  | Cáo thảo nguyên                                                     |
|  |                                                                     |
|  | \| \| Cáo Rüppell \| \| \| \| \| \| Cáo đỏ[14](Fig. 10) \| \| \| \| |
|  |                                                                     |
|  | Cáo Rüppell                                                         |
|  |                                                                     |
|  | Cáo đỏ(Fig. 10)                                                     |
|  |                                                                     |

|  | Cáo Rüppell     |
|  |                 |
|  | Cáo đỏ(Fig. 10) |
|  |                 |

|  | Cáo Bắc Cực |
|  |             |
|  | Cáo Kit     |
|  |             |

|  | Cáo thảo nguyên                                                     |
|  |                                                                     |
|  | \| \| Cáo Rüppell \| \| \| \| \| \| Cáo đỏ[14](Fig. 10) \| \| \| \| |
|  |                                                                     |
|  | Cáo Rüppell                                                         |
|  |                                                                     |
|  | Cáo đỏ(Fig. 10)                                                     |
|  |                                                                     |

|  | Cáo Rüppell     |
|  |                 |
|  | Cáo đỏ(Fig. 10) |
|  |                 |

|  | Cáo Blanford        |
|  |                     |
|  | Cáo tai to châu Phi |
|  |                     |

|  | Cáo tai dơi |
|  |             |

|  | Cáo Bắc Cực |
|  |             |
|  | Cáo Kit     |
|  |             |

|  | Cáo thảo nguyên                                                     |
|  |                                                                     |
|  | \| \| Cáo Rüppell \| \| \| \| \| \| Cáo đỏ[14](Fig. 10) \| \| \| \| |
|  |                                                                     |
|  | Cáo Rüppell                                                         |
|  |                                                                     |
|  | Cáo đỏ(Fig. 10)                                                     |
|  |                                                                     |

|  | Cáo Rüppell     |
|  |                 |
|  | Cáo đỏ(Fig. 10) |
|  |                 |

|  | Cáo Bắc Cực |
|  |             |
|  | Cáo Kit     |
|  |             |

|  | Cáo thảo nguyên                                                     |
|  |                                                                     |
|  | \| \| Cáo Rüppell \| \| \| \| \| \| Cáo đỏ[14](Fig. 10) \| \| \| \| |
|  |                                                                     |
|  | Cáo Rüppell                                                         |
|  |                                                                     |
|  | Cáo đỏ(Fig. 10)                                                     |
|  |                                                                     |

|  | Cáo Rüppell     |
|  |                 |
|  | Cáo đỏ(Fig. 10) |
|  |                 |

|  | Cáo Bắc Cực |
|  |             |
|  | Cáo Kit     |
|  |             |

|  | Cáo thảo nguyên                                                     |
|  |                                                                     |
|  | \| \| Cáo Rüppell \| \| \| \| \| \| Cáo đỏ[14](Fig. 10) \| \| \| \| |
|  |                                                                     |
|  | Cáo Rüppell                                                         |
|  |                                                                     |
|  | Cáo đỏ(Fig. 10)                                                     |
|  |                                                                     |

|  | Cáo Rüppell     |
|  |                 |
|  | Cáo đỏ(Fig. 10) |
|  |                 |

|  | Cáo Bắc Cực |
|  |             |
|  | Cáo Kit     |
|  |             |

|  | Cáo thảo nguyên                                                     |
|  |                                                                     |
|  | \| \| Cáo Rüppell \| \| \| \| \| \| Cáo đỏ[14](Fig. 10) \| \| \| \| |
|  |                                                                     |
|  | Cáo Rüppell                                                         |
|  |                                                                     |
|  | Cáo đỏ(Fig. 10)                                                     |
|  |                                                                     |

|  | Cáo Rüppell     |
|  |                 |
|  | Cáo đỏ(Fig. 10) |
|  |                 |

|  | Cáo Blanford        |
|  |                     |
|  | Cáo tai to châu Phi |
|  |                     |

|  | Cáo Bắc Cực |
|  |             |
|  | Cáo Kit     |
|  |             |

|  | Cáo thảo nguyên                                                     |
|  |                                                                     |
|  | \| \| Cáo Rüppell \| \| \| \| \| \| Cáo đỏ[14](Fig. 10) \| \| \| \| |
|  |                                                                     |
|  | Cáo Rüppell                                                         |
|  |                                                                     |
|  | Cáo đỏ(Fig. 10)                                                     |
|  |                                                                     |

|  | Cáo Rüppell     |
|  |                 |
|  | Cáo đỏ(Fig. 10) |
|  |                 |

|  | Cáo Bắc Cực |
|  |             |
|  | Cáo Kit     |
|  |             |

|  | Cáo thảo nguyên                                                     |
|  |                                                                     |
|  | \| \| Cáo Rüppell \| \| \| \| \| \| Cáo đỏ[14](Fig. 10) \| \| \| \| |
|  |                                                                     |
|  | Cáo Rüppell                                                         |
|  |                                                                     |
|  | Cáo đỏ(Fig. 10)                                                     |
|  |                                                                     |

|  | Cáo Rüppell     |
|  |                 |
|  | Cáo đỏ(Fig. 10) |
|  |                 |

|  | Cáo Bắc Cực |
|  |             |
|  | Cáo Kit     |
|  |             |

|  | Cáo thảo nguyên                                                     |
|  |                                                                     |
|  | \| \| Cáo Rüppell \| \| \| \| \| \| Cáo đỏ[14](Fig. 10) \| \| \| \| |
|  |                                                                     |
|  | Cáo Rüppell                                                         |
|  |                                                                     |
|  | Cáo đỏ(Fig. 10)                                                     |
|  |                                                                     |

|  | Cáo Rüppell     |
|  |                 |
|  | Cáo đỏ(Fig. 10) |
|  |                 |

|  | Cáo Bắc Cực |
|  |             |
|  | Cáo Kit     |
|  |             |

|  | Cáo thảo nguyên                                                     |
|  |                                                                     |
|  | \| \| Cáo Rüppell \| \| \| \| \| \| Cáo đỏ[14](Fig. 10) \| \| \| \| |
|  |                                                                     |
|  | Cáo Rüppell                                                         |
|  |                                                                     |
|  | Cáo đỏ(Fig. 10)                                                     |
|  |                                                                     |

|  | Cáo Rüppell     |
|  |                 |
|  | Cáo đỏ(Fig. 10) |
|  |                 |

|  | Cáo Blanford        |
|  |                     |
|  | Cáo tai to châu Phi |
|  |                     |

|  | Cáo Bắc Cực |
|  |             |
|  | Cáo Kit     |
|  |             |

|  | Cáo thảo nguyên                                                     |
|  |                                                                     |
|  | \| \| Cáo Rüppell \| \| \| \| \| \| Cáo đỏ[14](Fig. 10) \| \| \| \| |
|  |                                                                     |
|  | Cáo Rüppell                                                         |
|  |                                                                     |
|  | Cáo đỏ(Fig. 10)                                                     |
|  |                                                                     |

|  | Cáo Rüppell     |
|  |                 |
|  | Cáo đỏ(Fig. 10) |
|  |                 |

|  | Cáo Bắc Cực |
|  |             |
|  | Cáo Kit     |
|  |             |

|  | Cáo thảo nguyên                                                     |
|  |                                                                     |
|  | \| \| Cáo Rüppell \| \| \| \| \| \| Cáo đỏ[14](Fig. 10) \| \| \| \| |
|  |                                                                     |
|  | Cáo Rüppell                                                         |
|  |                                                                     |
|  | Cáo đỏ(Fig. 10)                                                     |
|  |                                                                     |

|  | Cáo Rüppell     |
|  |                 |
|  | Cáo đỏ(Fig. 10) |
|  |                 |

|  | Cáo Bắc Cực |
|  |             |
|  | Cáo Kit     |
|  |             |

|  | Cáo thảo nguyên                                                     |
|  |                                                                     |
|  | \| \| Cáo Rüppell \| \| \| \| \| \| Cáo đỏ[14](Fig. 10) \| \| \| \| |
|  |                                                                     |
|  | Cáo Rüppell                                                         |
|  |                                                                     |
|  | Cáo đỏ(Fig. 10)                                                     |
|  |                                                                     |

|  | Cáo Rüppell     |
|  |                 |
|  | Cáo đỏ(Fig. 10) |
|  |                 |

|  | Cáo Bắc Cực |
|  |             |
|  | Cáo Kit     |
|  |             |

|  | Cáo thảo nguyên                                                     |
|  |                                                                     |
|  | \| \| Cáo Rüppell \| \| \| \| \| \| Cáo đỏ[14](Fig. 10) \| \| \| \| |
|  |                                                                     |
|  | Cáo Rüppell                                                         |
|  |                                                                     |
|  | Cáo đỏ(Fig. 10)                                                     |
|  |                                                                     |

|  | Cáo Rüppell     |
|  |                 |
|  | Cáo đỏ(Fig. 10) |
|  |                 |

|  | Cáo Blanford        |
|  |                     |
|  | Cáo tai to châu Phi |
|  |                     |

|  | Cáo Bắc Cực |
|  |             |
|  | Cáo Kit     |
|  |             |

|  | Cáo thảo nguyên                                                     |
|  |                                                                     |
|  | \| \| Cáo Rüppell \| \| \| \| \| \| Cáo đỏ[14](Fig. 10) \| \| \| \| |
|  |                                                                     |
|  | Cáo Rüppell                                                         |
|  |                                                                     |
|  | Cáo đỏ(Fig. 10)                                                     |
|  |                                                                     |

|  | Cáo Rüppell     |
|  |                 |
|  | Cáo đỏ(Fig. 10) |
|  |                 |

|  | Cáo Bắc Cực |
|  |             |
|  | Cáo Kit     |
|  |             |

|  | Cáo thảo nguyên                                                     |
|  |                                                                     |
|  | \| \| Cáo Rüppell \| \| \| \| \| \| Cáo đỏ[14](Fig. 10) \| \| \| \| |
|  |                                                                     |
|  | Cáo Rüppell                                                         |
|  |                                                                     |
|  | Cáo đỏ(Fig. 10)                                                     |
|  |                                                                     |

|  | Cáo Rüppell     |
|  |                 |
|  | Cáo đỏ(Fig. 10) |
|  |                 |

|  | Cáo Bắc Cực |
|  |             |
|  | Cáo Kit     |
|  |             |

|  | Cáo thảo nguyên                                                     |
|  |                                                                     |
|  | \| \| Cáo Rüppell \| \| \| \| \| \| Cáo đỏ[14](Fig. 10) \| \| \| \| |
|  |                                                                     |
|  | Cáo Rüppell                                                         |
|  |                                                                     |
|  | Cáo đỏ(Fig. 10)                                                     |
|  |                                                                     |

|  | Cáo Rüppell     |
|  |                 |
|  | Cáo đỏ(Fig. 10) |
|  |                 |

|  | Cáo Bắc Cực |
|  |             |
|  | Cáo Kit     |
|  |             |

|  | Cáo thảo nguyên                                                     |
|  |                                                                     |
|  | \| \| Cáo Rüppell \| \| \| \| \| \| Cáo đỏ[14](Fig. 10) \| \| \| \| |
|  |                                                                     |
|  | Cáo Rüppell                                                         |
|  |                                                                     |
|  | Cáo đỏ(Fig. 10)                                                     |
|  |                                                                     |

|  | Cáo Rüppell     |
|  |                 |
|  | Cáo đỏ(Fig. 10) |
|  |                 |

|  | Cáo Blanford        |
|  |                     |
|  | Cáo tai to châu Phi |
|  |                     |

|  | Cáo tai dơi |
|  |             |

### Cơ thể

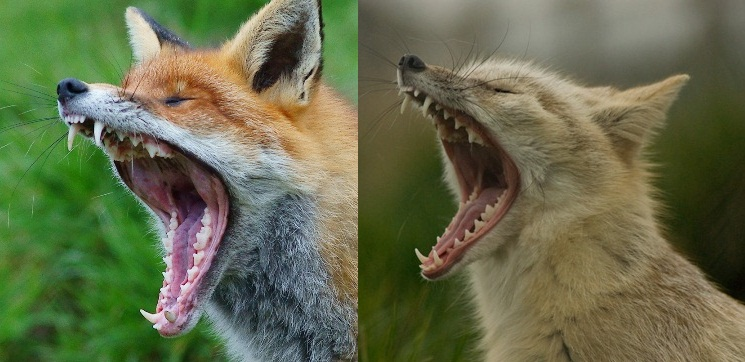
Cáo đỏ (trái) và cáo thảo nguyên (phải) ngáp

### Kích thước

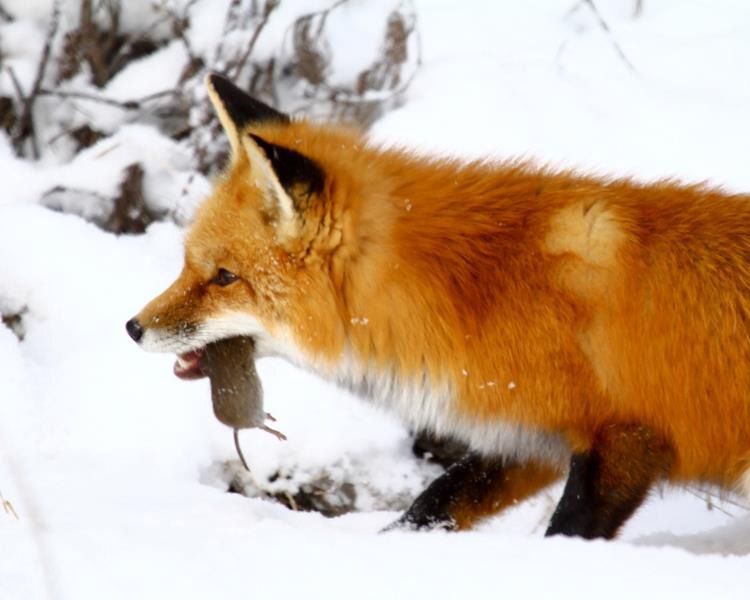
Một con cáo đỏ đang bắt mồi

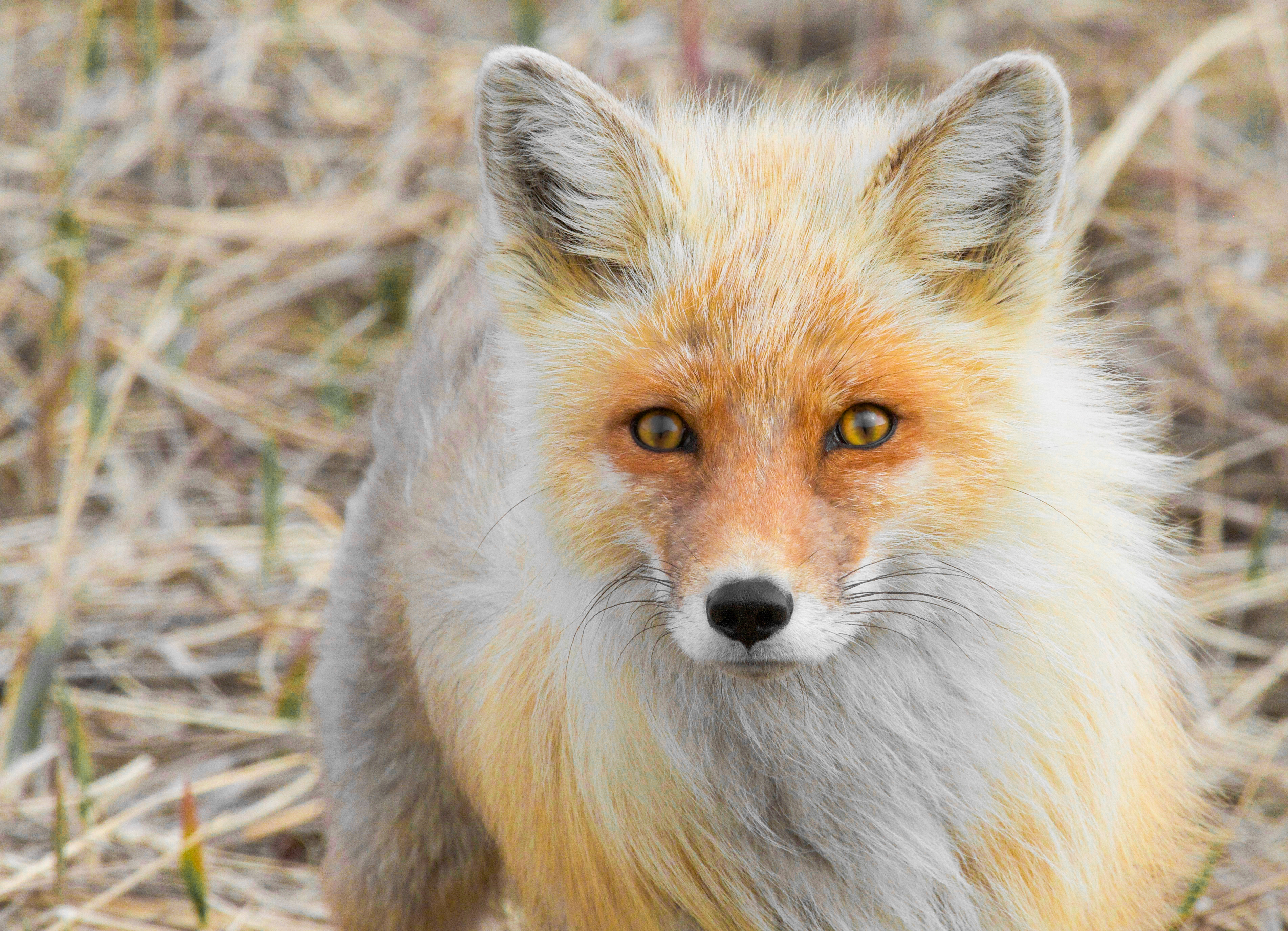
Cáo đỏ Alaska

## Hình ảnh

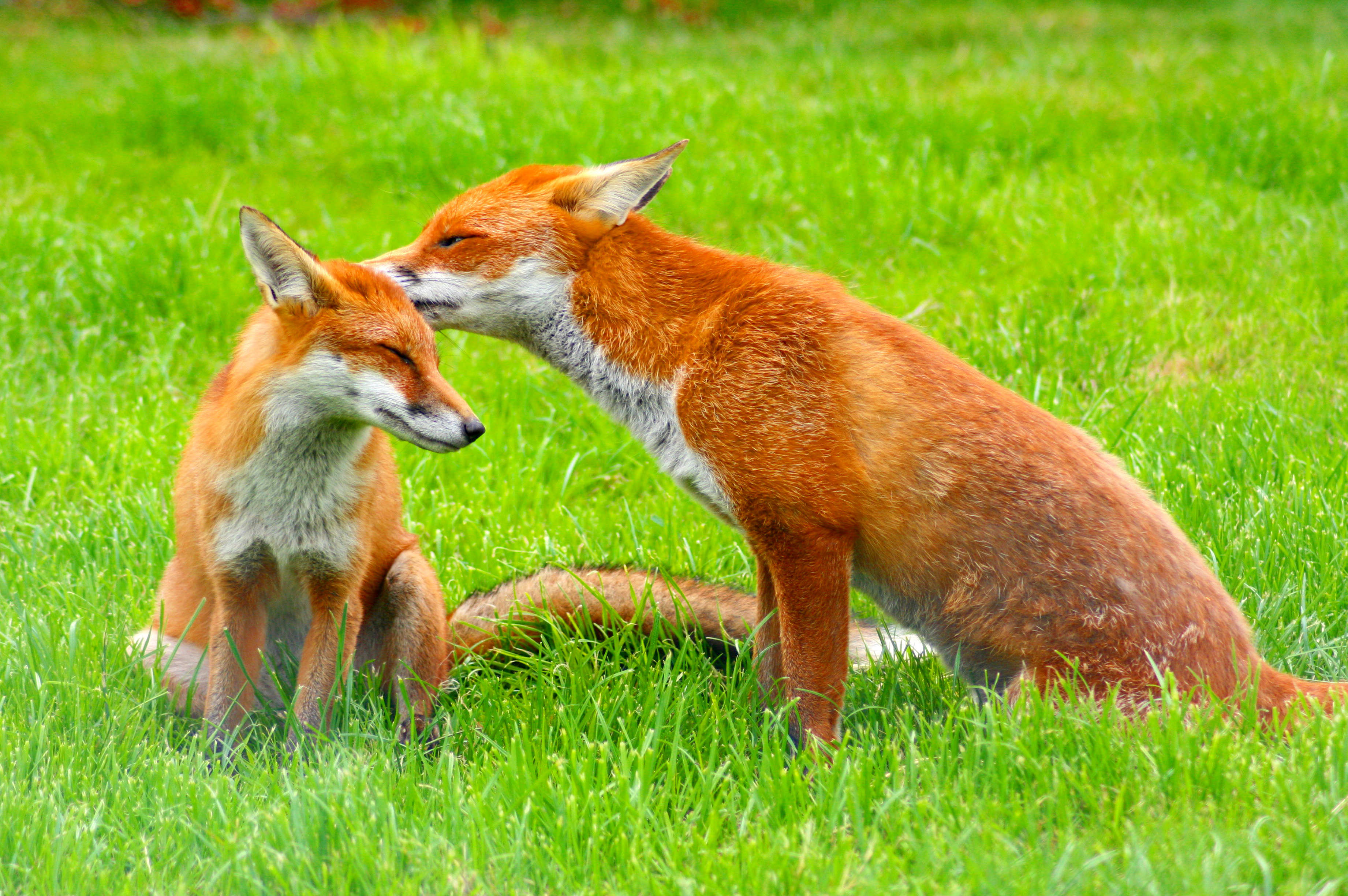
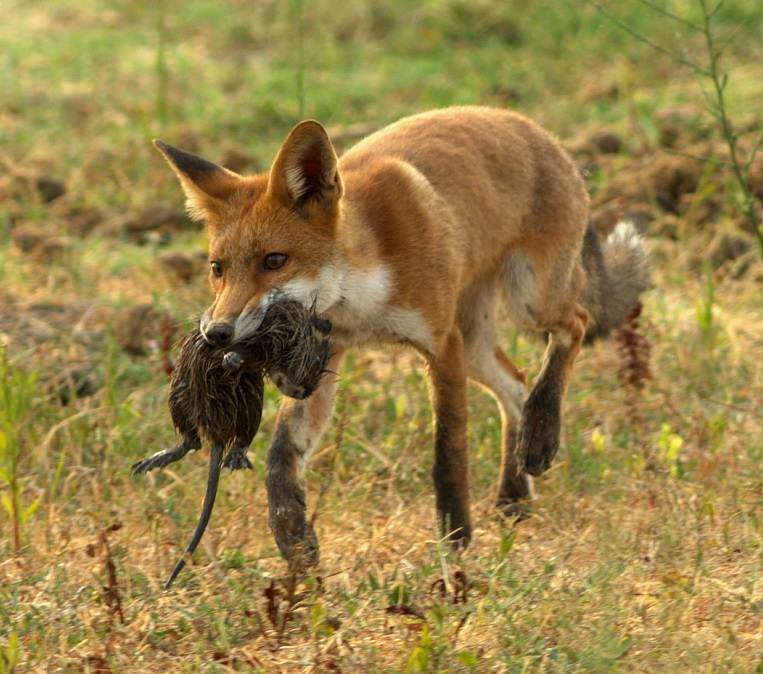
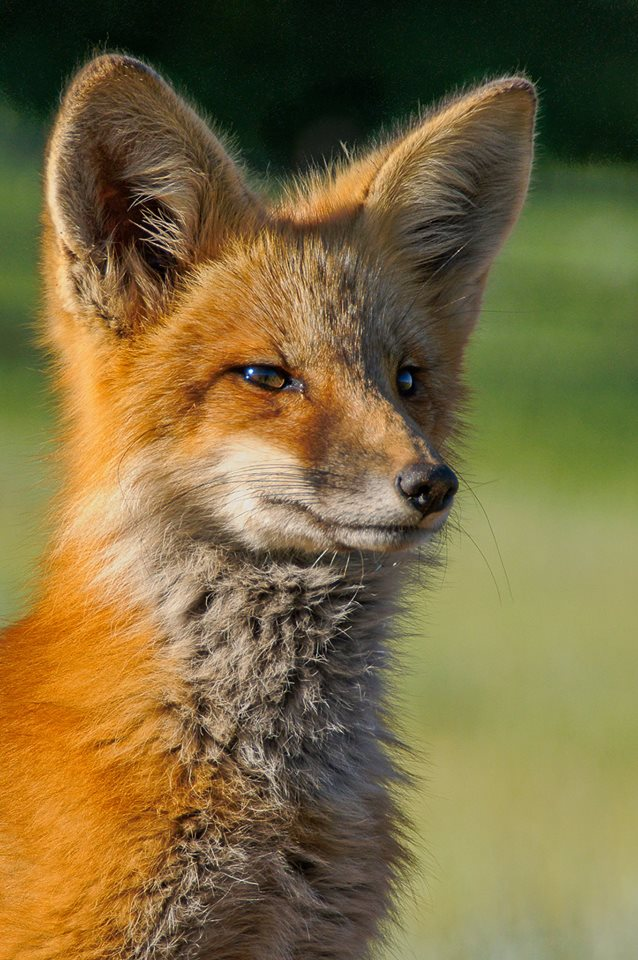